# Albin Kitzinger
Pour les articles homonymes, voir Kitzinger.
Albin Kitzinger (né le 1er février 1912 à Schweinfurt et mort le 6 août 1970) est un footballeur allemand.

## Biographie
Kitzinger joue toute sa carrière dans le club de sa ville natale, le 1. FC Schweinfurt 05 (de 1924 à 1946).
Au niveau national, il joue avec l'équipe d'Allemagne (44 matchs/2 buts), et participe à la coupe du monde 1938. Il fait partie du Onze de Breslau qui bat le Danemark 8-0 à Breslau en 1937 et gagne 10 matchs sur 11 durant cette période. 
Ensemble avec Andreas Kupfer et Ludwig Goldbrunner, ils forment le meilleur trio de la fin des années 1930. En 1937, il est appelé pour représenter l'Europe de l'ouest à Amsterdam contre l'Europe centrale, et un an plus tard, il est sélectionné dans l'équipe mondiale lors d'un match contre l'Angleterre au Wembley Stadium. Il joue en tout 826 matchs pour son club Schweinfurt 05. Il meurt à l'âge de 58 ans d'une longue maladie.